# Linia kolejowa Nymburk – Mladá Boleslav
Linia kolejowa Nymburk – Mladá Boleslav – jednotorowa, regionalna i niezelektryfikowana linia kolejowa w Czechach. Łączy Nymburk i Mladá Boleslav. W całości znajduje się na terytorium kraju środkowoczeskiego.